# Sota Sato
Sota Sato (佐藤 颯汰 Sato Sota?), född 21 april 1999 i Miyazaki prefektur, är en japansk fotbollsspelare.
Sato började sin karriär 2018 i Giravanz Kitakyushu.